# Марія Сибілла Меріан
Марія Сибілла Меріан (англ. Maria Sybilla Merian; 2 квітня 1647 — 13 січня 1717) — німецька ботанічна художниця, натуралістка (авторка значного внеску в ентомологію), граверка й видавчиня. Відзначена місцем на Поверху спадщини Джуді Чикаго.

## Життєпис
Народилася у Франкфурті-на-Майні у сім'ї німецького художника, видавця і гравера Маттеуса Меріанана старшого та Йоганни Сибіли Гайм, доньки голландського проповідника. Перше ім'я отримала на честь першої дружини батька Марії Магдалини (уродженої де Брі), друге на честь матері.
У 1650 році помирає батько Марії Сибілли. Незабаром мати вступає у другий шлюб з голландським художником Якобом Марелем, майстром «квіткового» натюрморту, гравером та продавцем картин, котрий першим побачив здібності Марії до малювання і всіляко розвивав їх.
Серед вчителів Марії Сибілли були також учні її вітчима Абрахам Міньон та Йоганн Андреас Ґраф, а також її зведений брат Каспер Меріан. З їх допомогою Марія засвоїла технологію гравіювання по міді та навчилася живопису. Мати вчила Марію мистецтву вишивання, а виявивши цікавість доньки до різних комах, доручила їй піклування за гусінню шовковичного шовкопряда, котрого сім'я розводила у спеціальному павільйоні в саду.
З 13-річного віку (1660) Марія Сибілла почала вести ентомологічний щоденник, куди занотовувала свої спостереження за комахами, супроводжуючи текст відповідними ілюстраціями.
Навесні 1664 року Марія Сибілла Меріан одружується з Йоганном Андреасом Ґрафом. У 1668 народжує дочку Йоганну Гелену.
У 1670 році з чоловіком переїздить до Нюрнберга, розраховуючи на підтримку та замовлення імператора Священної Римської імперії Леопольда I. Тут вони відкривають друкарню й майстерню, проте матеріальний стан родини був важким.
У 1675 році Меріан народила другу дочку, Доротею Марію.
У 1681 році помер вітчим Марії Сибілли, й вона з чоловіком повернулася до Франкфурта-на-Майні. На той час стосунки все більше ускладнювалися, і у 1685 році Марія залишила Йоганна Ґрафа. Разом з матір'ю та дочками Меріан вступає до релігійної громади й переїздить до Голландії.
У 1690 році помирає мати Марії, після чого мисткиня переїздить до Амстердама. Дочка Меріан Доротея Марія одружується зі швейцарським художником Георгом Гзелем.
13 січня 1717 року Марія Сибілла Меріан помирає в Амстердамі.

## Кар'єра

### Вишивальниця й граверка

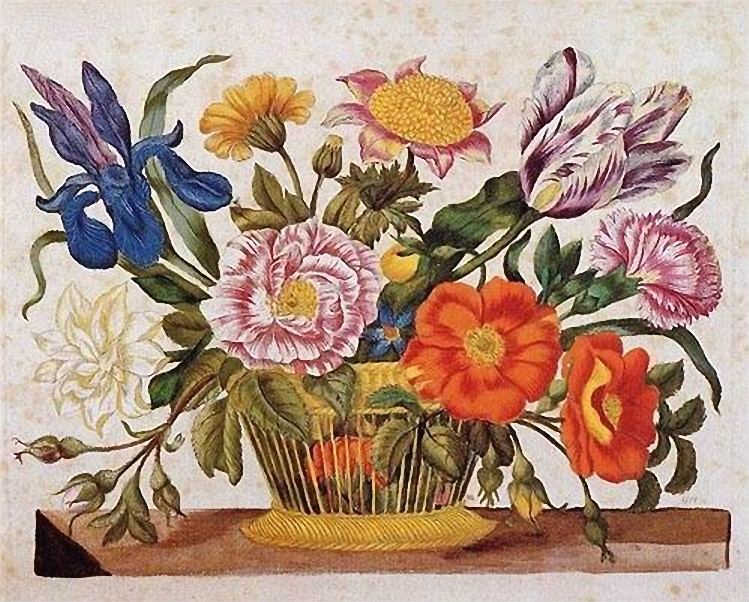
Ілюстрація з «Книги квітів»

У 1670 році Марія Сибіла переїздить до Нюрнберга, розраховуючи на підтримку та замовлення імператора Священної Римської імперії Леопольда I, і починає займатися вишиванням на замовлення. Вона створює визначні за красою скатертини, панно, серветки, подушки. Мисткиня розробила фарби за власним рецептом (нині втраченим), які не вигорали на сонці та не блякнули при пранні.
Паралельно Меріан готувала до друку «Книгу квітів» — збірку візерунків для вишивання, яка містила не тільки авторські роботи, а й найкращі доробки інших майстрів. Ілюстрації художниця гравіювала особисто, розмальовувала квіти, створюючи об'єми та напівтони. Книга мала величезний успіх, тому згодом[коли?] вийшли другий і третій томи «Книги квітів».

### Натуралістка

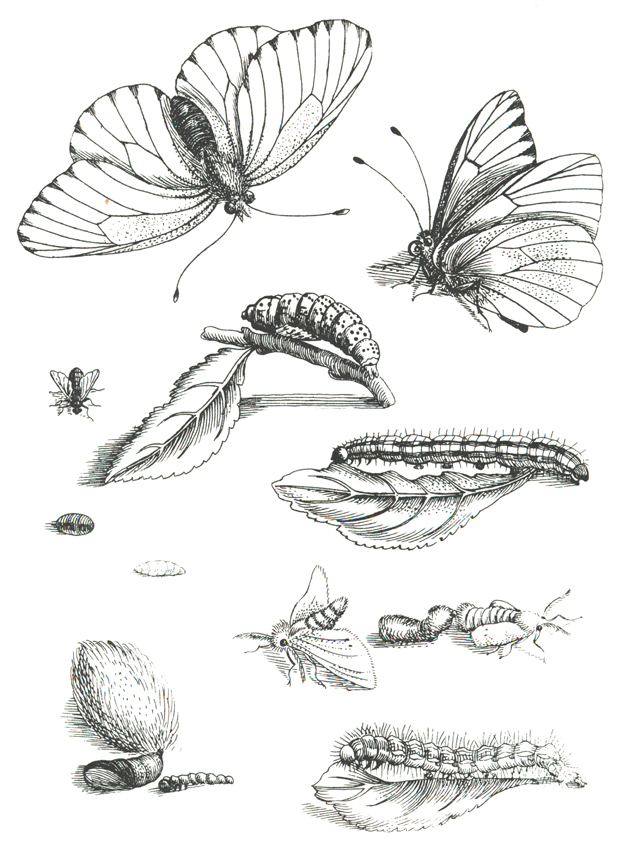
Ілюстрації авторки з «Книги про гусінь»

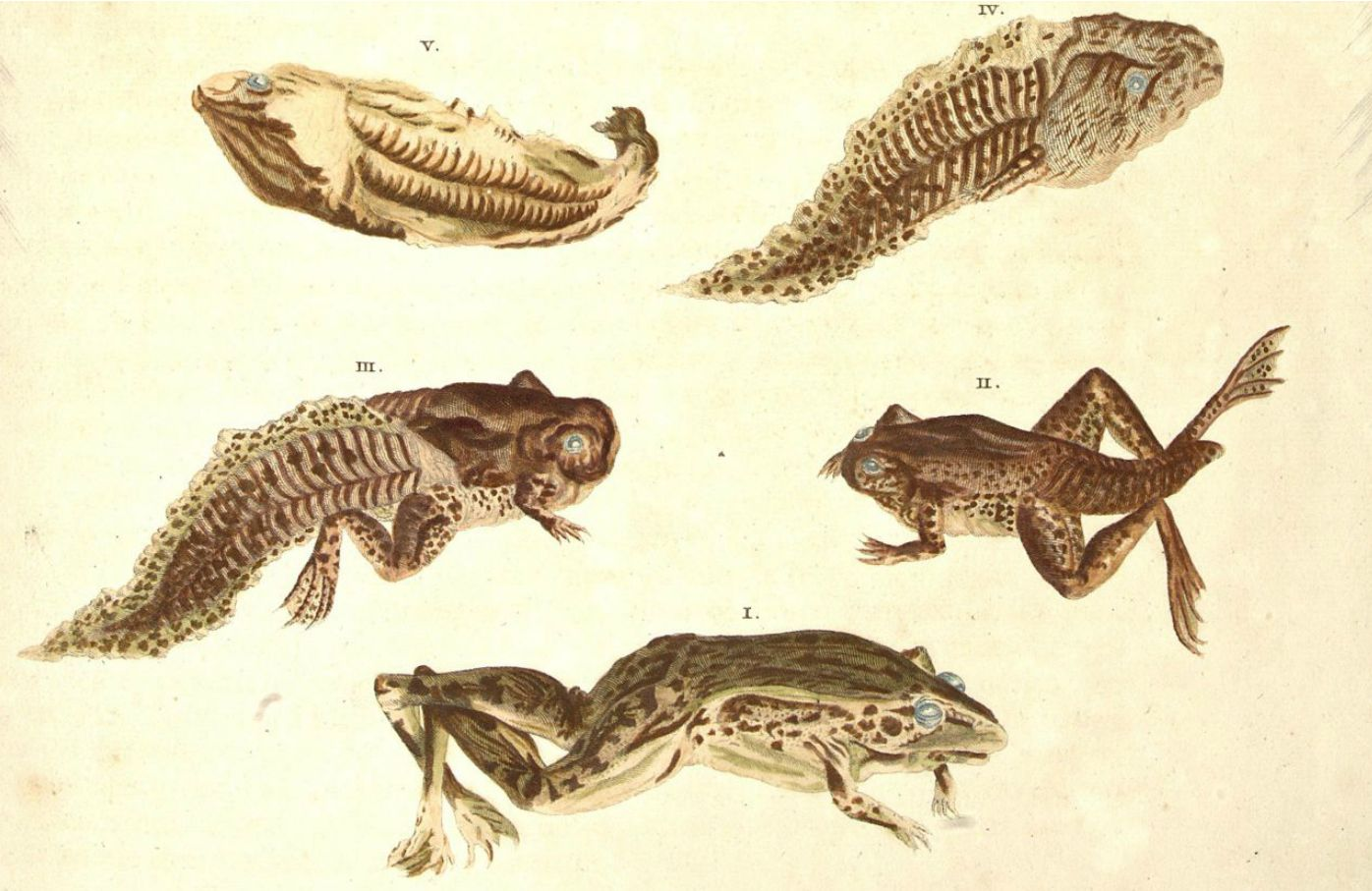
Гравюри з книги «Метаморфози суринамських комах»

Під час нюрнберзького періоду Меріан не забула захоплення розмаїтими комахами та гусінню: постійно вела спостереження за ними, збирала та досліджувала. Результати ентомологічних розвідок виклала у двох томах «Книги про гусінь» (1679, 1683).
Переїхавши до Голландії, Меріан дізнається про існування голландської колонії Суринам в Америці, знайомиться з колекцією комах, мушель, рослин й плодів, привезених звідти. Для поповнення своїх знань натуралістка товаришує з ректором Амстердамського Ботанічного саду Каспаром Коммеліном.
Після смерті матері Меріан вирішує відвідати Суринам, щоб на місці досліджувати комах. З червня 1699 року по вересень 1701 року разом вони з донькою Доротеєю Марією живуть біля витоків річки Суринам, де вивчають жуків, ігуан, жаб, заспиртовують маленьких крокодилів, малюють тропічні квіти, досліджують рослини.
Зібрана мандрівницями колекція була найбільшим ентомологічним оглядом з Південної Америки свого часу. Після повернення всі малюнки виставляються в ратуші Амстердаму. У 1705 році виходить книга «Метаморфози суринамських комах».
Після повернення Меріан продовжувала роботу над книгою про гусінь. Завдяки її зусиллям вийшло друге видання двох перших частин «Книги про гусінь». Третю частину вона видати не встигла. Справу матері продовжила Доротея Марія.

## Праці

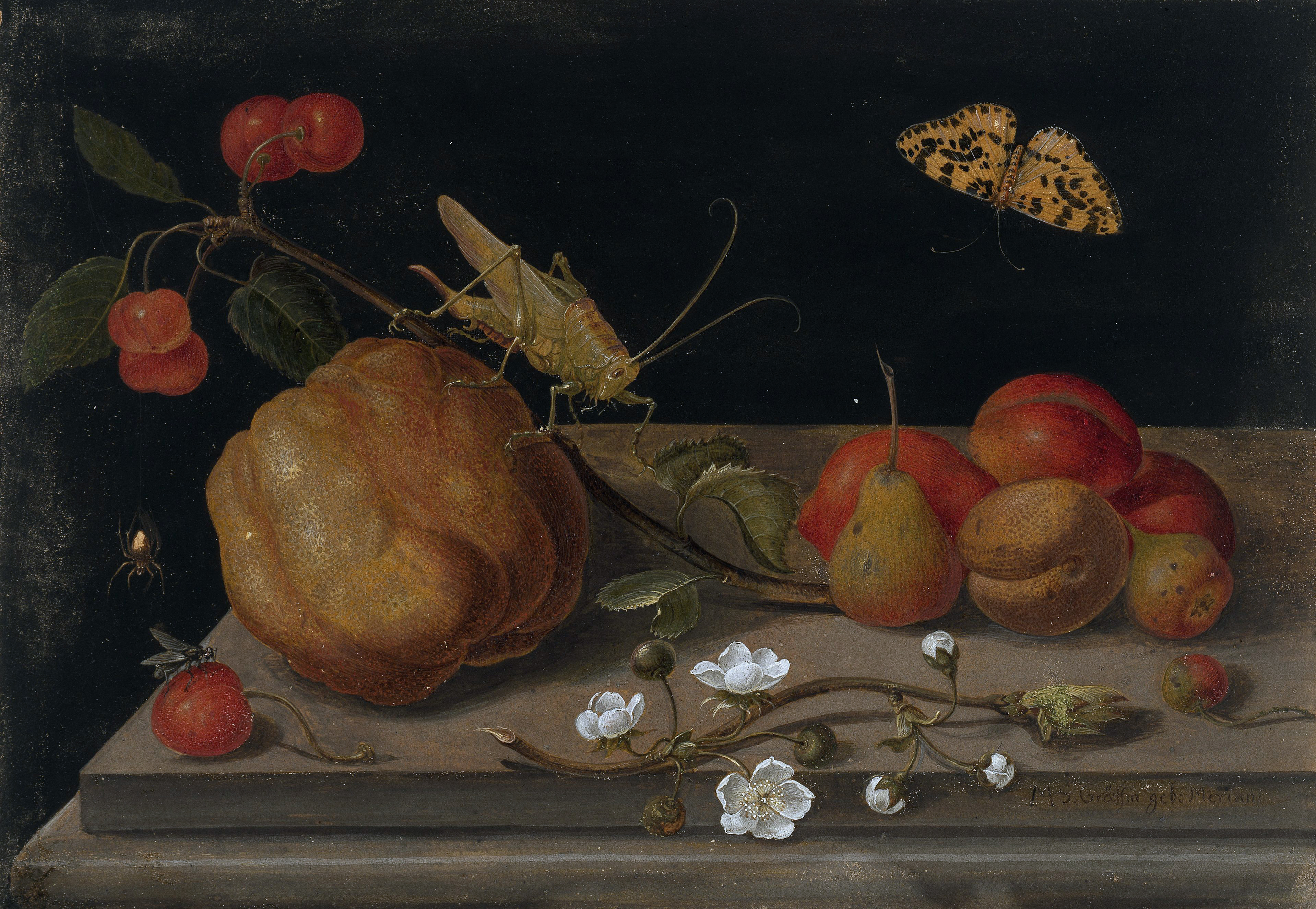
Натюрморт з фруктами, коником та метеликом

- «Книга квітів». 1675 рік (1-ша частина), 1677 рік (2-га частина), 1680 рік (третя частина).
- «Книга про гусінь». 1679 рік (1-ша частина), 1683 рік (2-га частина).
- «Метаморфози суринамських комах». 1705 рік.